# Тайгет
Тайге́т (греч. Ταΰγετος, МФА: [taˈiʝetos]) — горы в Греции, на полуострове Пелопоннес протяжённостью около 75 км. Наивысшая точка — гора Профитис-Илиас (Айос-Илиас, Святого Илии) высотой 2407 м над уровнем моря.

## География
Расположены на юге полуострова Пелопоннес, на границе между периферийными единицами Лакония и Месиния. Центральный хребет является барьером и водоразделом, который делит горы на две части — восточная сторона с множеством ручьев, лесов и небольших плодородных плато, и западная сторона с голыми склонами и сухими оврагами. На юге заканчивается горой Сангьяс (Σαγγιάς, 1214 м), отделённой перевалом у Ареополиса, и мысом Тенарон.
Крупные пики горы:
- Мармаро́кастро (Μαρμαρόκαστρο, 2228 м)
- Мавровỳна или Вассилики (Μαυροβούνα ή Βασιλική, 1908 м)
- Нерайдовỳна (Νεραϊδοβούνα, 2025 м)
- Халасме́но-Вуно́ (Χαλασμένο Βουνό, 2204 м)

На горе Тайгет берут свое начало две реки: Эвротас – на востоке, течет мимо Спарты (древняя Спарта) и впадает в залив Лакония, и Недонтас – на западе, впадающая в залив Месиниакос. На Тайгете много ручьев, которые за свою жизнь прорыли глубокие овраги. Центральная часть хребта обычно называется «Тёмная сторона», потому, что в деревнях, расположенных там, нет достаточного количества солнечного света.
Состоят преимущественно из кристаллических сланцев и известняков. Наиболее высокие вершины зимой покрываются снегом. Зубчатые вершины, крутые, преимущественно сбросовые, склоны; карст. По нижним частям склонов — фригана, маквис, выше — леса из каштана, дуба, пихты и остепнённые горные луга. Катастрофические пожары 2005 и 2007 годов поглотили большую часть лесов на центральных и западных склонах горного массива.
У восточных склонов находится город Спарта. Над Спартой лежат развалины Мистры, столицы византийского княжества Морея.

## Этимология
В классической мифологии название было связано с нимфой Тайгете. В византийские времена и вплоть до XIX века, гора была также известна как Пентадактил (греч. Πενταδάκτυλος «пятипалый»). Самый высокий пик горы Тайгет носит имя Пророка Илии и назван так в честь небольшой каменной церкви, построенной на самом верху.

## История
Склоны Тайгета были заселены, по крайней мере, с микенской эпохи. Тайгет было естественным природным механизмом защиты Спарты. Вершины и ущелья горы служили пристанищем беженцам и базой для нападения на дорийцев Лакедемонии и Мессении. Рассказ Геродота о том, как беженцы-минийцы разжигали лагерные костры на склонах Тайгета, можно считать типичным описанием партизанских войн того времени. В эпоху варварских нашествий Тайгет служил убежищем для коренного населения. Многочисленные деревни на его склонах были основаны именно в этот период.
Из горных пород на Тайгете добывали мрамор, точильный камень, изумруды.
Считается, что в древней Спарте существовал обычай убивать новорожденных детей, бросая их в Апофеты (др.-греч. Ἀποθέται «место отказа» — ущелье в горах Тайгет), в случае, если у них имелись какие-либо физические недостатки, однако согласно данным современной археологии, это не соответствует истине. Согласно исследованиям антропологов в расселину Кеада сбрасывали взрослых мужчин.
Тайгет называется одним из мест, где до середины 2-го тысячелетия сохранялись в неассимилированном виде славянские племена, предки которых заселили Пелопоннес в ранневизантийское время.

## Мероприятия
Каждый год 20 июля (в день памяти пророка Илии) вокруг этой церкви проходит большой фестиваль. Массово возжигаются костры в честь пророка Илии, которые символизируют его вознесение на небо на огненной колеснице. Костер можно увидеть из города Кардамили у подножия горы.
Гора популярна среди туристов и является частью Европейского пешеходного маршрута E4.